# イボバッタ
イボバッタ（疣飛蝗、Trilophidia japonica）は、バッタ目バッタ科の昆虫。和名は、前胸背面にイボ状の突起が2つあることから名づけられた。

## 分布
- 本州、四国、九州、朝鮮半島

## 形態
成虫の体長は、オス18-24mm、メス28-35mm。日本産トノサマバッタ類としては最小の部類に入る。

## 生態
地上性。日当たりの良い、ほとんど草が生えていない環境を好んで住処にし、よく飛ぶ。灰褐色のまだら模様をしていて、地面にいると見つけにくい。止まっているとき、後ろ足を上下させて鳴いているかのような仕草をする。
マダラバッタやクルマバッタモドキと混生することもあるが、自然度が高い環境よりも比較的人家近くで見かけることが多く、家庭菜園の通路や舗装されていない駐車場などでよく見かける。また、広い草原よりも面積が小さい草原を好んで生息する傾向がある。これは他の大型のバッタとの生存競争をさける意味合いもあると思われる。
年1回発生し、卵で越冬、5-6月にかけて孵化し、約2ヶ月間の幼虫期間を経て羽化し、成虫となる。